# Dino Adventure Jurassic Tripper
Dino Adventure Jurassic Tripper (恐 竜 冒 険 記 ジ ュ ラ ト リ ッ パ ー, Kyōryū Bōkenki Jura Torippā) es el título de una serie de anime de 1995 que consta de 39 episodios de 25 minutos. Fue producido por NAS y TV Tokyo y animado por Ashi Productions. Es una adaptación literaria de base libre en la novela Dos años de vacaciones (1888) del autor francés Julio Verne.

## Trama
Durante una excursión con el club marino, un grupo de niños es transportado a lo que luego se revela como el planeta Noah, un extraño mundo que tiene tanto a habitantes humanos a nivel científico de la Edad Media como a varios tipos de dinosaurios. Rápidamente se hacen amigos con el Pteranodon hablante Zans y Manua, un habitante de Noah, quien los ayuda en más de una ocasión.
Mientras intentan encontrar un camino de regreso a casa, los niños aprenden más sobre el nuevo mundo en el que se encuentran, descubriendo que las personas y los dinosaurios sufren la opresión del rey, así como la prohibición de la ciencia por parte de la iglesia. Entran en conflicto con el general Mosar, que está interesado en su tecnología avanzada y, en consecuencia, tienen que huir del ejército del rey y de los sacerdotes que intentan capturar a Zans, quien por cierto es el hijo de White Wing, el famoso pero fallecido líder de la rebelión.